# Рейчел Мак-Адамс
Ре́йчел Енн Мак-А́дамс, англ. Rachel Ann McAdams (нар. 17 листопада 1978, Лондон, Онтаріо, Канада) — канадська акторка театру, кіно та телебачення, екоактивістка. Виконавиця ролей Ірен Адлер («Шерлок Холмс», 2009) та Беккі Фуллер («Ранковий підйом», 2010).

## Життєпис
Народилася 17 листопада 1978 року в Лондоні, Онтаріо (Канада). Закінчила Йоркський університет (2001). Працювала на Канадському телебаченні. 2001 року дебютувала на телебаченні в пілотному серіалі «Shotgun Love Dolls», потім з'явилася в  комедії «My Name Is Tanino» (2002) та комедійному серіалі «Slings and Arrows» (2003–2005), за роботу в якому удостоєна Gemini Award.
2002 року дебютувала в Голлівуді з Робом Шнайдером і Анною Фаріс у комедії «Ціпонька».
Прорив Мак-Адамс відбувся 2004 року, коли вона знялася в комедійному фільмі «Погані дівчиська» разом з Ліндсі Лохан, Лейсі Шебер і Амандою Сейфрід. Фільм приніс Рейчел дві нагороди MTV Movie Awards.
Пізніше, 2004 року, Мак-Адамс знялася в романтичній драмі «Щоденник пам'яті» з Раяном Гослінгом. За роль Еллі Гамільтон вона отримала кінопремію MTV Movie Award і чотири нагороди Teen Choice Awards. Після зйомок «Щоденника пам'яті» до 2008 зустрічалася з Раяном Гослінгом. Згодом — з Джошем Лукасом, з 2010 («Північ у Парижі») до 2013 — з Майклом Шином. У 2013—2014 рр. мала стосунки з канадським музичним менеджером Патріком Сембруком (англ. Patrick Sambrook), із 2016 року — з американським кіносценаристом і режисером Джеймі Лінденом (англ. Jamie Linden).
2005 року з Оуеном Вілсоном, Вінсом Воном і Бредлі Купером знялася в дуже успішній романтичній комедії «Непрохані гості». Після цього зіграла разом із Кілліаном Мерфі в психологічному трилері Веса Крейвена «Нічний рейс». 

## Особисте життя
З 2005 по 2007 роки зустрічалася з Раяном Гослінгом. Вони також ненадовго відновили свої відносини влітку 2008.
У 2009 Рейчел мала роман із Джошем Лукасом.
У середині 2010 року на зйомках картини «Північ у Парижі» почала зустрічатися з Майклом Шином. Стосунки закінчилися у 2013.
У квітні 2016 стало відомо про роман Рейчел зі сценаристом Джеймі Лінденом. У квітні 2018 року у них народився син. У травні 2022 року народила дочку.

## Фільмографія
| Рік  | Фільм                                                | Оригінальна назва                               | Роль                      |
| ---- | ---------------------------------------------------- | ----------------------------------------------- | ------------------------- |
| 2002 | Ципочка                                              | The Hot Chick                                   | Джессіка Спенсер          |
| 2002 | Ідеальний пиріг                                      | Perfect Pie                                     | Петсі Греді               |
| 2004 | Погані дівчиська                                     | Mean Girls                                      | Реджіна Джордж            |
| 2004 | Щоденник пам'яті                                     | The Notebook                                    | Еллі Хемілтон             |
| 2005 | Нічний рейс                                          | Red Eye                                         | Лайза Рейзерт             |
| 2005 | Привіт сім'ї!                                        | The Family Stone                                | Енн Стоун                 |
| 2005 | Непрохані гості                                      | Wedding Crashers                                | Клер Клірі                |
| 2008 | Заміжнє життя                                        | Married Life                                    | Кей Несбітт               |
| 2008 | Крутий поворот                                       | The Lucky Ones                                  | Колі Данн                 |
| 2009 | Ігри влади                                           | State of Play                                   | Делла Фрай                |
| 2009 | Жінка мандрівника у часі                             | The Time Traveler's Wife                        | Клер Ебшір                |
| 2009 | Шерлок Холмс                                         | Sherlock Holmes                                 | Ірен Адлер                |
| 2010 | Ранковий підйом                                      | Morning Glory                                   | Беккі Фуллер              |
| 2011 | Опівночі в Парижі                                    | Midnight in Paris                               | Ніна Бенкс                |
| 2011 | Шерлок Холмс: Гра тіней                              | Sherlock Holmes: A Game of Shadows              | Ірен Адлер                |
| 2012 | Клятва                                               | The Vow                                         | Пейдж                     |
| 2012 | До дива                                              | To the Wonder                                   | Джейн                     |
| 2013 | Пристрасть                                           | Passion                                         | Крістіна                  |
| 2013 | Коханий з майбутнього                                | About Time                                      | Мері                      |
| 2014 | Наднебезпечний                                       | A Most Wanted Man                               | Аннабель Ріхтер           |
| 2015 | Справжній детектив (2-й сезон)                       | True Detective                                  | Антігона «Ані» Беззерідес |
| 2015 | Шульга                                               | Southpaw                                        | Морін Гоуп                |
| 2015 | У центрі уваги                                       | Spotlight                                       | Саша Пфайфер              |
| 2015 | Маленький принц                                      | Le Petit Prince                                 | мати                      |
| 2015 | Алоха                                                | Aloha                                           | Трейсі Вудсайд            |
| 2016 | Доктор Стрендж                                       | Doctor Strange                                  | Крістін Палмер            |
| 2017 | Непокора                                             | Disobedience                                    | Есті Куперман             |
| 2018 | Нічні ігри                                           | Game Night                                      | Енні                      |
| 2020 | Пісенний конкурс Євробачення: Історія вогненної саги | Eurovision Song Contest: The Story of Fire Saga | Сігріт Еріксдоттір        |
| 2022 | Доктор Стрендж у мультивсесвіті божевілля            | Doctor Strange in the Multiverse of Madness     | Крістін Палмер            |
| 2023 | Ти тут, Боже? Це я, Марґарет                         | Are You There God? It's Me, Margaret            | Барбара Саймон            |
| 2026 | Надішліть допомогу                                   | Send Help                                       |                           |
| TBA  | Шерлок Холмс 3                                       | Sherlock Holmes 3                               | Ірен Адлер                |

## Нагороди
Перемоги
- MTV Movie Awards
  - 2005 — Жіночий прорив року за фільм «Погані дівчиська»
  - 2005 — Найкраща екранна команда «Погані дівчиська»
  - 2005 — Найкращий поцілунок (разом з Раяном Гослінгом) за фільм «Щоденник пам'яті»
- Кінопремія «Вибір критиків»
  - 2015 — Кращий акторський ансамбль «У центрі уваги»
- Премія Гільдії кіноакторів
  - 2015 — Кращий акторський склад «У центрі уваги»
- Супутник
  - 2016 — Найкраща актриса другого плану за фільм «У центрі уваги»

Номінації
- MTV Movie Awards
  - 2006 — Найкращий актор або акторка за фільм «Нічний рейс»
  - 2005 — Найкраща акторка за фільм «Щоденник пам'яті»
  - 2005 — Найкращий лиходій за фільм «Погані дівчиська»
- Британська академія
  - 2006 — Висхідна зірка
- Премія Гільдії кіноакторів
  - 2011 — Кращий акторський склад «Опівночі в Парижі»
  - 2015 — Найкраща жіноча роль другого плану за фільм «У центрі уваги»
- Оскар
  - 2016 — Найкраща жіноча роль другого плану за фільм «У центрі уваги»